# Ethnografisches Museum Budapest

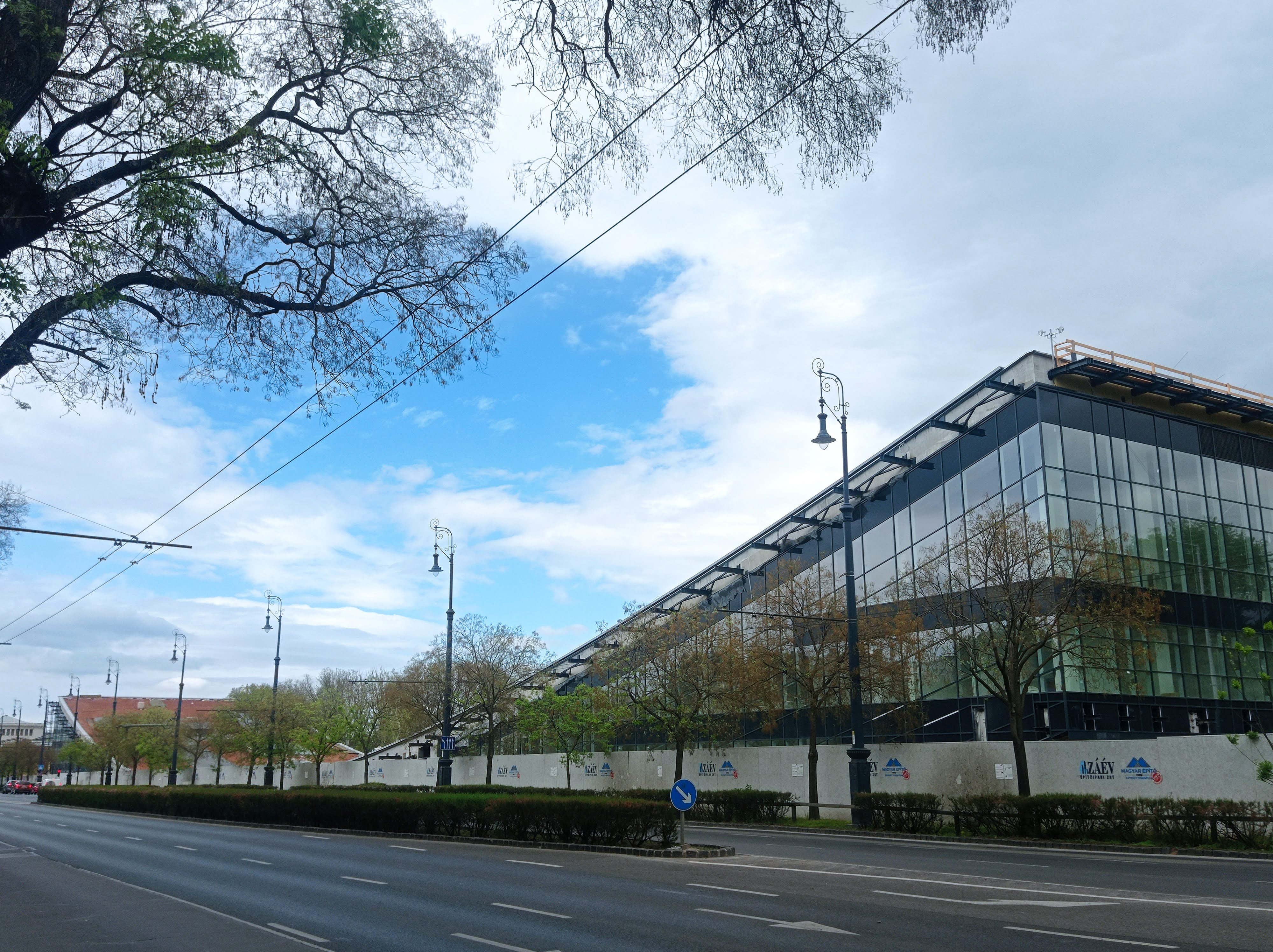
Aktueller Standort im Stadtwäldchen

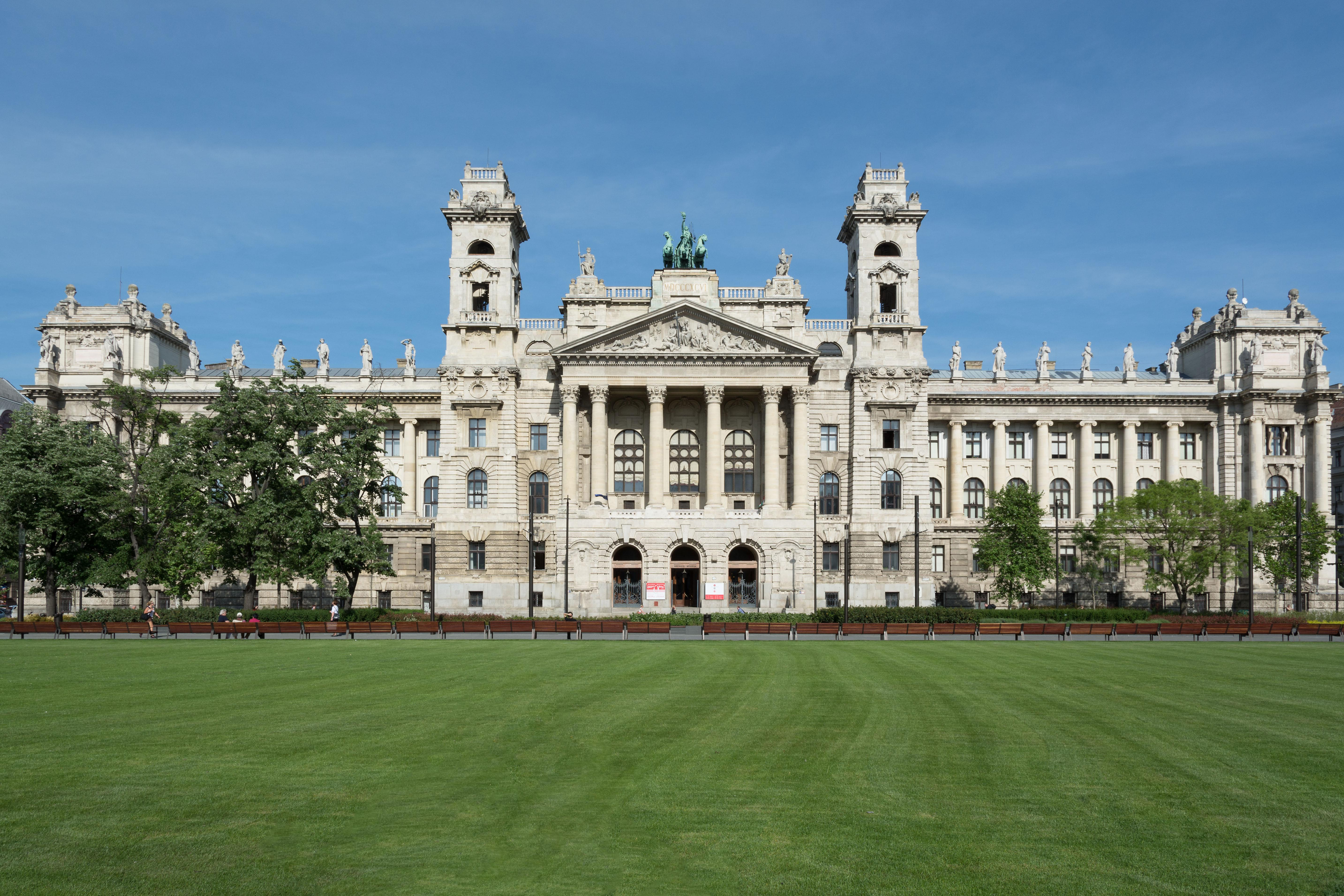
Ehemaliger Standort im Justizpalast (1973–2017)

Das Ethnografische Museum Budapest (ungarisch Néprajzi Múzeum) befindet sich in der Dózsa György út 35 im XIV. Bezirk der ungarischen Hauptstadt. Es gehört zu den größten Ethnologie-Museen Europas und zeigt eine ethnographische Spezialsammlung mit nahezu 200.000 Exponaten, davon rund 140.000 ungarische und 60.000 internationale Objekte. Sein erster Direktor wurde 1872 János Xántus.
Es widmet sich der Kultur des ungarischen Volkes sowie anderer europäischer und nicht-europäischer Völker von der Urgesellschaft bis zur Zivilisation.
Das Museum war seit 1973 im Justizpalast untergebracht, der sich im V. Bezirk Budapests am Kossuth Lajos tér 12 gegenüber dem Parlament befindet und Elemente der Renaissance, des Barock und der Neoklassik kombiniert. Das Gebäude wurde von dem Architekten Alajos Hauszmann (1847–1926) ursprünglich für das Justizministerium errichtet und 1896 fertiggestellt. Der Bau verfügt zusätzlich über eine Festhalle und diverse Konferenzräume und dient als Tagungsort für Empfänge und Veranstaltungen.
Seit dem 3. Dezember 2017 war das Museum geschlossen. Im Stadtwäldchen von Budapest entstand ein Neubau, der am 23. Mai 2022 eröffnet wurde.